# Р-876 «Комета»
Р-876 «Комета» — серия советских бортовых авиационных радиоприёмников. Предназначены для обеспечения беспоисковой и бесподстроечной радиосвязи самолетов с наземными или самолетными радиостанциями. Элементная база — полупроводники и лампы.

## Основные модификации
Основное различие модификаций в электропитании радиоприёмника:
- Вариант ЭО — от однофазной сети 115 вольт 400 Гц.
- Вариант ЭТ — от трёхфазной сети 200 В, 400 Гц.

Известны следующие модификации:
- Р-876 — авиационный бортовой КВ радиоприемник «Комета» (И80.120.006)
- Р-876Т — авиационный бортовой КВ радиоприемник «Комета-Т», с возможностью сопряжения с аппаратурой кодирования сигнала типа Р-099 «Чайка» или 19-18 «Яхта»
- Р-876Т-ЭО
- Р-876-ЭТ

## Основные ТТД
- Диапазон частот: 0,25 — 29,999 МГц
- Шаг каналов: 1 кГЦ
- Вид работы — АМ, АТ, ОМ (ВБП), ЧТ.
- Чувствительность приемника: в ТЛГ видах 1-5 мкВ, в ТЛФ видах 2-10 мкВ
- Питание — бортсеть постоянного тока 27 вольт и переменного тока 115/208 вольт (зависит от исполнения)
- Вес комплекта — 46 кг (Р-876Т 52 кг)

## Применение
Ан-22, 3М-5, Ту-22М3, Ил-76 и другие.